# Wereldvoetballer van het jaar 2008
In 2008 werd Cristiano Ronaldo door de FIFA uitgeroepen tot Wereldvoetballer van het jaar.
De uitreiking van de prijs vond plaats in het operahuis te Zürich op 12 januari 2009. Een shortlist van 23 mannen en 10 vrouwen was op 29 oktober 2008 bekendgemaakt. Daarna werd deze lijst gereduceerd tot 5 mannen en vijf vrouwen op 12 december 2008. 

## Resultaten

### Mannen

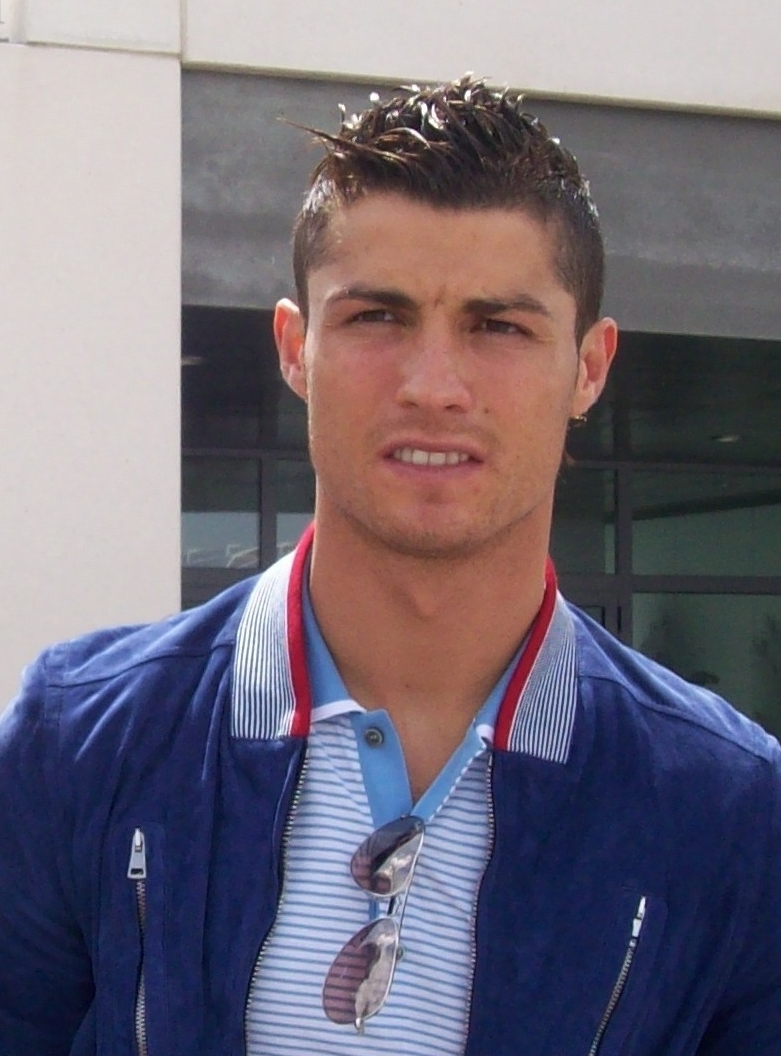
Cristiano Ronaldo werd in 2008 Wereldvoetballer van het jaar.

| #  | Speler               | Club                      | Punten |
| -- | -------------------- | ------------------------- | ------ |
| 1  | Cristiano Ronaldo    | Manchester United         | 935    |
| 2  | Lionel Messi         | FC Barcelona              | 678    |
| 3  | Fernando Torres      | Liverpool                 | 203    |
| 4  | Kaká                 | AC Milan                  | 183    |
| 5  | Xavi                 | FC Barcelona              | 155    |
| 6  | Steven Gerrard       | Liverpool                 | 98     |
| 7  | Samuel Eto'o         | FC Barcelona              | 58     |
| 8  | Iker Casillas        | Real Madrid               | 49     |
| 9  | Andrés Iniesta       | FC Barcelona              | 37     |
| 9  | David Villa          | Valencia                  | 37     |
| 11 | Andrei Arshavin      | Zenit St. Petersburg      | 36     |
| 12 | Frank Lampard        | Chelsea                   | 33     |
| 13 | Didier Drogba        | Chelsea                   | 30     |
| 14 | Michael Ballack      | Chelsea                   | 27     |
| 14 | Cesc Fàbregas        | Arsenal                   | 27     |
| 16 | Zlatan Ibrahimović   | Internazionale            | 26     |
| 16 | Ricardo Quaresma     | FC Porto → Internazionale | 26     |
| 17 | Emmanuel Adebayor    | Arsenal                   | 25     |
| 18 | Franck Ribéry        | Bayern München            | 23     |
| 19 | Ruud van Nistelrooij | Real Madrid               | 14     |
| 20 | Sergio Agüero        | Atlético Madrid           | 12     |
| 21 | John Terry           | Chelsea                   | 11     |
| 22 | Gianluigi Buffon     | Juventus                  | 8      |
| 23 | Deco                 | FC Barcelona → Chelsea    | 1      |

### Vrouwen

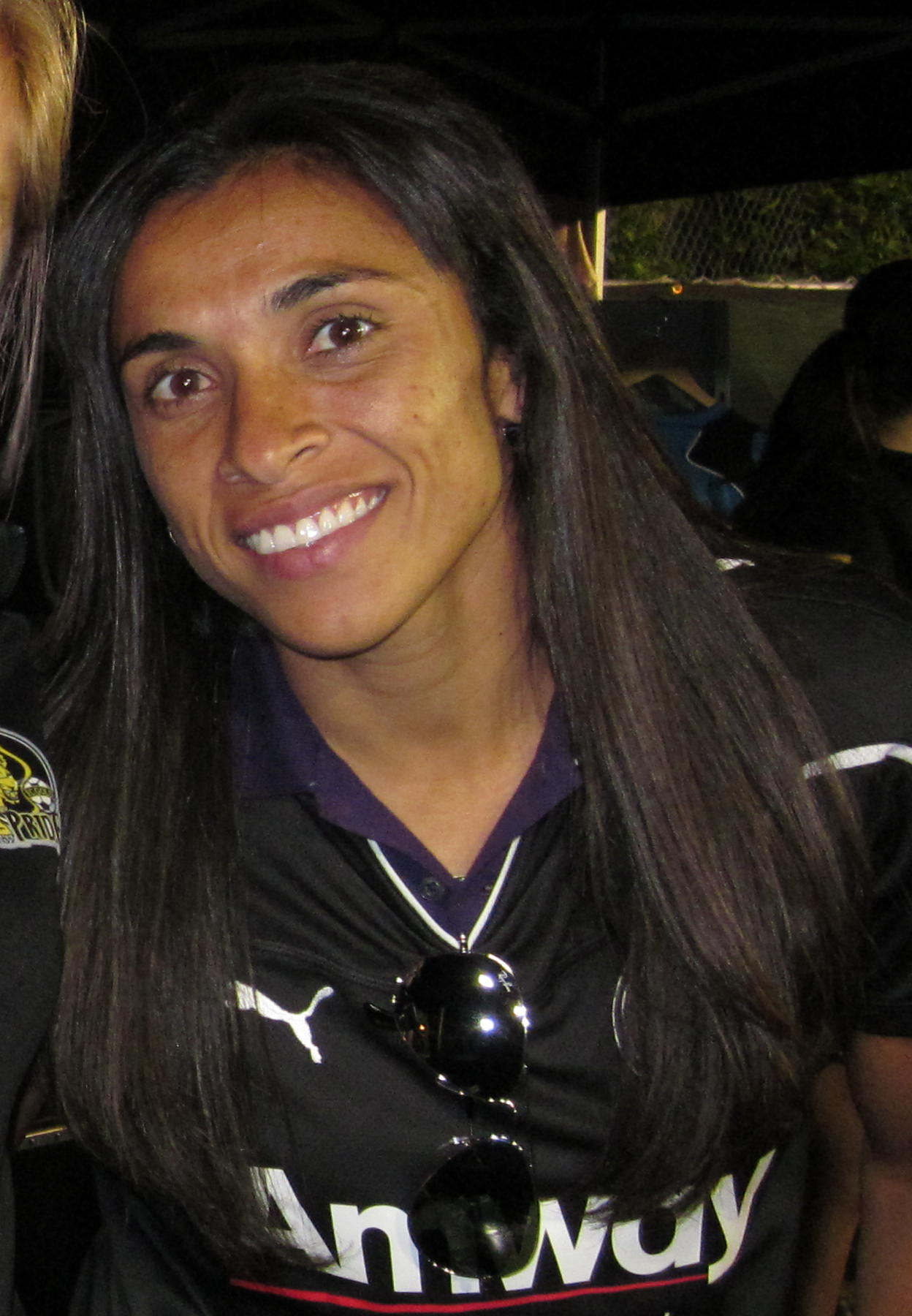
Marta werd in 2008 Wereldvoetbalster van het jaar.

| #  | Speler             | Club/Land                                   | Punten |
| -- | ------------------ | ------------------------------------------- | ------ |
| 1  | Marta              | Umeå IK                                     | 1002   |
| 2  | Birgit Prinz       | 1. FFC Frankfurt                            | 328    |
| 3  | Cristiane          | Linköpings FC → Corinthians                 | 275    |
| 4  | Nadine Angerer     | 1. FFC Turbine Potsdam → Djurgårdens IF Dam | 198    |
| 5  | Kelly Smith        | Arsenal                                     | 150    |
| 6  | Daniela            | Saad → Linköpings FC                        | 130    |
| 7  | Shannon Boxx       | Verenigde Staten                            | 115    |
| 8  | Hope Solo          | Verenigde Staten                            | 83     |
| 9  | Christine Sinclair | Vancouver Whitecaps                         | 47     |
| 10 | Ingvild Stensland  | Kopparbergs/Göteborg FC                     | 41     |

## Referentie
- World Player of the Year - Top 10

1991 · 1992 · 1993 · 1994 · 1995 · 1996 · 1997 · 1998 · 1999 · 2000 · 2001 · 2002 · 2003 · 2004 · 2005 · 2006 · 2007 · 2008 · 2009